# Grigorij Michajlovič Semjonov

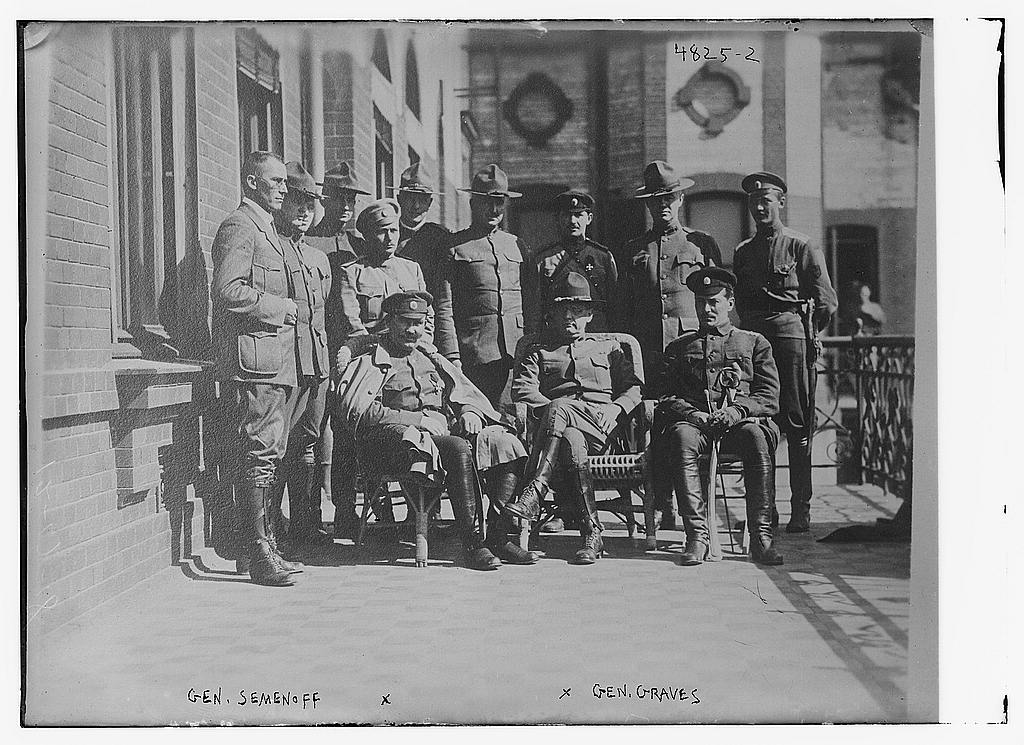
Semjonov (sedící vlevo) s americkým generálem Williamem S. Gravesem, velitelem expedičních sil USA na Sibiři

Grigorij Michajlovič Semjonov (rusky:Григо́рий Миха́йлович Семёнов) známý také pod příjmením Semenov (13. září 1890, Kuranži Durulgujevskoj Zabajkalská oblast – 30. srpna 1946) byl vojenský velitel Bílé armády, který za výrazné podpory Japonců ovládal v období Ruské občanské války oblast Zabajkalska. Roku 1919 se stal samozvaným atamanem Zabajkalských kozáků.

## Mládí
Narodil se 13. září 1890 ve strážnici stanice Kuranži Durulgujevskoj v Zabajkalské oblasti. Jeho otec Michail Petrovič Semjonov byl zabajkalský kozák burjatského původu, jeho matka Jevdokija Markovna pocházela z Nižegorodceva z rodiny ruských starověrců. Mluvil tedy plynně rusky, mongolsky a burjatsky.
Základní vzdělání získal v dvoutřídní škole v Mogojtuji. V letech 1908–1911 studoval na Orenburském kozáckém mládežnickém učilišti. V roce 1911 se stal korouhevníkem Verchněudinského pluku. Sloužil ve vojenské topografické jednotce v Mongolsku. Zde se jako mladý důstojník sblížil s vysokými představiteli mongolské společnosti a zúčastnil se aktivně státního převratu, v jehož důsledku byla dne 11. prosince 1911 vyhlášena nezávislost Mongolska na čínské nadvládě. Příliš viditelná účast ruského důstojníka v těchto událostech mohla znamenat mezinárodní komplikace, a tak byl nucen opustit Urgu (dnešní Ulánbátar) a byl přeložen k 2. zabajkalské baterii.

## První světová válka

### Východní fronta
Na začátku první světové války sloužil na východní frontě v 1. nerčinském pluku. V prvních měsících války byl vyznamenán řádem sv. Jiří IV. stupně (za to, že odvrátil zajetí praporce svého pluku a vozatajstva Ussurijské brigády) a Svatojiřskou zbraní (za to, že v čele kozácké jízdy první vnikl do Němci obsazeného města Mława). Velitelem Nerčinského kozáckého pluku byl v roce 1915 baron Wrangel, pozdější významný vůdce Bílé armády. Ten ve svých vzpomínkách uvedl zajímavou charakteristiku Semjonova:
Semjonov, přirozený zabajkalský kozák, silný, robustní, brunet, s málo burjatským typem tváře, který v době přijetí do mého pluku byl pouze nováčkem, ale po odsloužení čtyř měsíců byl jmenován velitelem setniny. Hbitý, rozumný, s osobitým kozáckým důvtipem, výborný ve výcviku, chrabrý, velmi oblíbený mezi kozáky i důstojníky. Jeho zápornými vlastnosti byly značné sklony k intrikám a nevybíravost v prostředcích pro dosažení jeho cílů. Nikdy jsem nemohl pochopit jak Semjonov s nedostatečným vzděláním (stěží ukončil vojenskou školu), bez širokého rozhledu, se mohl vypracovat na takovou osobnost občanské války.

### Kavkazská fronta
V roce 1916 byl přidělen k 3. verchněudinskému pluku, s nímž bojoval na Kavkaze. Zde se potkal se svým budoucím spojencem v občanské válce baronem Ungernem. V dubnu 1916 začali spolu organizovat vojenské oddíly místních Asyřanů. Asyrská jednotka pod jeho velením dosáhla několika vítězství. Následně se s Levandovského divizí zúčastnil pochodu do Perského Kurdistánu.

### Konec války
Po návratu z Persie v květnu 1917 se ocitl na rumunské frontě, kde se obrátil s písemným hlášením na ministra války A. F. Kerenského, ve kterém navrhl zformovat v Zabajkalsku zvláštní Mongolsko-burjatský jízdní pluk a přivést ho na frontu za účelem vyburcovat svědomí ruského vojáka, vzbudit u něj výčitky, když uvidí bojovat tyto cizince za ruskou věc. Jeho návrh ale nikdy nebyl uskutečněn, protože proběhla Říjnová revoluce a moci se chopili bolševici.

## Občanská válka v Rusku

Zabajkalsko na dnešní mapě Ruska

### Povstání Semjonova proti bolševikům
V červnu roku 1917 byl Dočasnou sibiřskou vládou jmenován komisařem a dostal povel k zformování dobrovolných oddílů v Zabajkalské oblasti. Zpočátku spolupracoval s československými legiemi.  V listopadu 1917 zformoval jízdní Burjato-mongolský kozácký oddíl a vstoupil do ozbrojeného povstání proti rudoarmějským oddílům v Zabajkalí. Jeho jednotky ale byly zatlačeny až do Mandžuska.
Za pomocí generála Chorvata (ředitele Východočínské železnice v Mandžusku jmenovaného Ruskem) zformoval nový oddíl a 29. ledna 1918 vtrhl do východního Zabajkalí znovu a obsadil Dauriju. Nicméně pod náporem oddílů rudoarmějců byl 1. března 1918 nucen opět ustoupit do Mandžuska.

### Návrat do Ruska a rozpory s Bílými
Do Ruska se vrátil v období, kdy byli bolševici zaměstnáni povstáním Československých legií po Čeljabinském incidentu. Provizorní sibiřská vláda jej jmenovala velitelem Zabajkalska se sídlem v Čitě. Admirál Kolčak, vedoucí postava Bílé armády, ale odmítl uznat jeho vedoucí postavení v Zabajkalsku. Nezbylo mu ale nic jiného než jej potvrdit jako vrchního velitele Čitského vojenského okruhu.
Na začátku roku 1919 se prohlásil za atamana Zabajkalských kozáků a společně s baronem Ungernem začali spolupracovat s Japonci. Japonské císařství po Únorové revoluci vyslalo svá vojska na východní Sibiř za účelem obsazení území za jezerem Bajkal a následného vytvoření loutkového státu. Tato japonská loutka měla být nárazníkovým pásmem před bolševiky. Japonci takto využili sibiřské intervence spojenců (invaze Američanů s Japonci do Ruska v létě 1918, následovaných Francouzi a Brity, za účelem podpory Československých legií, obnovení východní fronty a ulehčení západní frontě). S aktivní pomocí Japonců ovládl rozsáhlé území od města Ulan-Ude po řeku Šilka při hranicích s Čínou. Hlavní představitelé Bílé armády byli jeho jednáním velmi znepokojeni, zcela atamana přestali podporovat, rozvázali všechny vztahy a prohlásili ho za vlastizrádce.

### Konec občanské války
Bílá armáda na Sibiři se na konci roku 1919 začala hroutit. Kolčakova pozice se stala neudržitelnou a čelíc jisté porážce musel rezignovat. Rozkazem admirála Kolčaka byla 4. ledna 1920 předána Semjonovovi vojenská a občanská moc na celém území východního Ruska, které ještě zůstávalo v držení bílých. Admirála Kolčaka i tak čekal trpký konec. Byl zadržen Politickou komisí v Irkutsku a na začátku února 1920 byl popraven.
Ataman Semjonov se sice stal nejvyšším velitelem bílých na Sibiři, ale v té době už nebyl schopen udržet své jednotky pod kontrolou. Začaly beztrestně loupit, zabíjet a znásilňovat, a nestaly se z nich nic víc než pouze lupičské bandy. Tehdy došlo k celé řadě zločinů, za jejichž viníka byl pokládán Semjonov, ačkoli se vesměs staly bez jeho vědomí. Jedná se např. o upálení komunistického komisaře Sergeje Laza v kotli parního stroje. V červnu 1920 byla podepsána mezi sovětským Ruskem a Japonci smlouva z Gondoty, na jejímž základě se Japonci začali stahovat ze Sibiře, což trvalo ještě dva roky, nejdříve byly ovšem staženy americké, francouzské a britské jednotky. Ataman tak zůstal stát sám proti bolševikům. Po velkém útoku padlo jeho hlavní město Čita a nakonec v říjnu 1920 byly jeho jednotky zcela vytlačeny z území Zabajkalska.

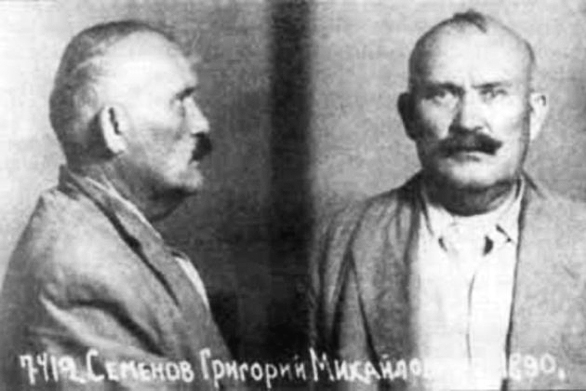
Semjonov na fotce NKVD z roku 1945

Zbytek jeho armády pokračoval v ozbrojeném odporu na území dnešního Přímořského kraje až do září 1921.

### Exil a poprava
Emigroval zprvu do Číny, a zanedlouho odjel do USA a Kanady, později se usadil v Japonsku. Po obsazení Mandžuska Japonskem mu Japonci poskytli dům v Ta-lienu, kde žil do srpna 1945 a pobíral měsíční důchod ve výši 1000 jenů. Stal se také hlavní osobou Dálnovýchodního svazu kozáků.
V září 1945, po porážce Japonska sovětskými vojsky, byl v Mandžusku zadržen. Podle verze japonského letce, který pilotoval jeho letoun, po chybě přistáli na letišti Čančun, které již bylo obsazeno sovětskými vojsky. Poté byl souzen za protisovětskou agitaci a propagandu, špionáž proti SSSR, diverzi a terorismus. K všemu se doznal a jako vlastizrádce a pomahač japonským agresorům byl 30. srpna 1946 v jedenáct hodin v noci popraven.
V roce 1994 byl vrchním soudem Ruské federace zproštěn všech obvinění a byl rehabilitován.